# Prismet
Prismet er et højhusbyggeri på 63 m i 18 etager ved Ceres-krydset i Aarhus. Højhuset stod færdigt i 2001 og er opført af PFA Pension. Arkitektfirmaet Friis & Moltke har tegnet højhuset. 
Den rådgivende virksomhed Alectia var rådgivende ingeniører på byggeriet af højhuset.

## Galleri
- Prismests placering i forhold til Den Gamle By, har været stærkt omdiskuteret[2][3]
- Prismet fungerer som et vartegn hele døgnet.

## Eksterne kilder og henvisninger
1. ↑  "Fakta om byggeriet". Arkiveret fra originalen 1. marts 2010. Hentet 30. januar 2010.
2. ↑  Ikke flere prismer
3. ↑  Bud på god og dårlig arkitektur i Østjylland II Arkiveret 6. juni 2014 hos  Wayback Machine Arkitektskolen Aarhus (Lektor Boris Brorman Jensen)

- Aarhus Skyline Arkiveret 27. december 2013 hos  Wayback Machine aarhusportalen.dk (JyllandsPosten) (07.10.13)
- Billeder af højhuset. (Webside ikke længere tilgængelig)  (Webside ikke længere tilgængelig)

- Wikimedia Commons har flere filer relateret til Prismet